# Nicholas Ffrost
Nicholas David Ffrost (conocido como Nick Ffrost; Mackay, 14 de agosto de 1986) es un deportista australiano que compitió en natación, especialista en el estilo libre.
Participó en los Juegos Olímpicos de Pekín 2008, obteniendo una medalla de bronce en la prueba de 4 × 200 m libre. Ganó una medalla de plata en el Campeonato Mundial de Natación en Piscina Corta de 2006, en la misma prueba.

## Palmarés internacional
| Juegos Olímpicos                    | Juegos Olímpicos | Juegos Olímpicos  | Juegos Olímpicos |
| Año                                 | Lugar            | Medalla           | Prueba           |
| ----------------------------------- | ---------------- | ----------------- | ---------------- |
| 2008                                | Pekín (China)    | Medalla de bronce | 4 × 200 m libre  |
| Campeonato Mundial en Piscina Corta |                  |                   |                  |
| Año                                 | Lugar            | Medalla           | Prueba           |
| 2006                                | Shanghái (China) | Medalla de plata  | 4 × 200 m libre  |